# Травники
Травники (нем. Trawniki, пол. Trawniki obóz koncentracyjny) — нацистский концентрационный лагерь близ польской деревни Травники, несколько раз менявший своё предназначение.
- c июля по сентябрь 1941 года — пересыльный лагерь для советского гражданского населения и военнопленных.
- c июня 1942 до сентября 1943 — принудительный трудовой лагерь для евреев (нем. Zwangsarbeitslager Trawniki) в рамках операции Рейнхард.
- c сентября 1943 года до мая 1944 года — один из вспомогательных лагерей лагерной системы Люблин / Майданек[2].
- Учебный лагерь СС Травники (нем. Übungslager SS Trawniki), развёрнутый в рамках операции Рейнхард, сформированный на базе трудового лагеря Травники и функционировавший с сентября 1941 до июля 1944.

## Предыстория
В августе 1941 года глава СС Генрих Гиммлер посетил с инспекционной поездкой оккупированный Минск, где с командиром айнзатцгруппы «В» Артуром Небе наблюдал за процессом массовой казни, специально устроенной для высокопоставленного гостя.
Утром Гиммлер вместе с генералом полиции фон дем Бах-Залевским выехали за город, где происходил массовый расстрел. По мере наполнения ямы трупами Гиммлеру стало плохо и его вырвало. Бах-Залевский увидев реакцию Гиммлера, сказал, что расстрельная команда тоже потрясена этим действием.

Посмотрите в глаза этих людей. У них уже нет нервов на всю оставшуюся жизнь. Мы выращиваем здесь невротиков и варваров!

Гиммлер обратился к палачам с патриотической речью, а командирам пообещал подумать о проблеме.
Проблема была решена двумя способами:
- в массовых убийствах стали применять газ, теперь палач не должен был стрелять непосредственно по своей жертве;
- для расстрелов стали привлекать коллаборационистов, и немецкие солдаты перестали портить свои нервы.

## Учебный лагерь СС Травники

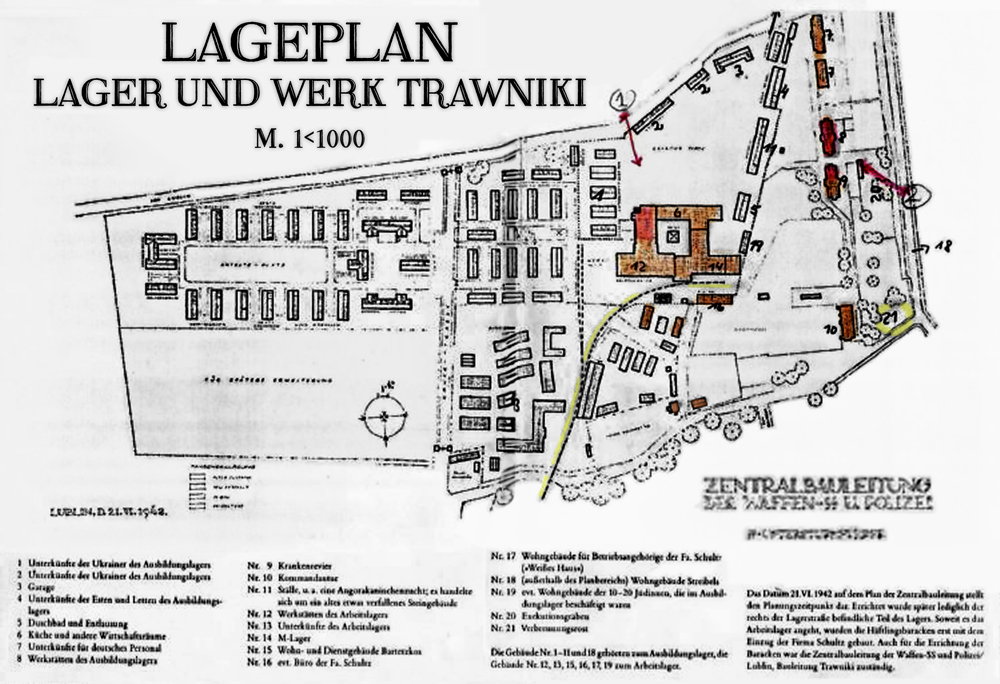
Оригинальная немецкая карта лагеря Травники от 21 июня 1942 года.
Слева: трудовой лагерь.
В центре слева: дорога с воротами на севере и юге.
Справа: учебный корпус и пищеблок для коллаборационистов вокруг плаца для военной подготовки (окрашен коричневым), расположен к северу от бывшего сахарного завода.
На востоке: немецкие казармы SS с лазаретом и складом (окрашены красным).
Внизу: дом коменданта.
На легенде карты:
1 и 2 Блоки для размещения украинских коллаборационистов.
3. Гараж и площадка для размещения транспортных средств.
4. Блоки для размещения эстонцев и латышей.
11. Скотоферма для питания коллаборацонистов

В результате был создан «Учебный лагерь СС Травники», где коллаборационистов обучали конвоированию, стрельбе, вербовке информаторов и капо (невооружённые надсмотрщики из числа заключённых). Комендантом лагеря был Карл Штрайбель.
За лагерем закрепилось понятие тренировочного, то есть такого концентрационного лагеря, где из числа военнопленных, разочаровавшихся в советской системе, сломленных войной, её жёстокостями и тяготами плена, нацистами набирался человеческий ресурс для выполнения различных специфических функций, таких как:
• информаторы и стукачи;
• лагерный актив (капо);
• невооружённые лагерные надсмотрщики из числа заключённых.
В том числе, лагерь использовался, как учебный центр и тренировочная база для подготовки охранников и сотрудников полицейских военных формирований системы СС из числа коллаборационистов (именно этот профиль остался определяющим и наиболее известным в судьбе этого лагеря), где их и бывших заключённых обучали:
• конвоированию пленных и заключённых;
• охране различных объектов (в том числе, концлагерей).
- Также название «травники» стало нарицательным для «выпускников» указанного учебного лагеря, которые помимо вышеназванных функций в дальнейшем также применялись для проведения:

• операций против партизан;
• полицейско-карательных акций
и др.
С сентября 1941 года по сентябрь 1942 года было обучено около 2500 охранников, большинство из которых было советскими военнопленными. С осени 1942 года начался набор добровольцев из гражданского населения. Они были преимущественно молодыми украинцами из западных областей Украины: Галиции, Волыни и Подолья, а также Люблина. Кроме них добровольцами были русские, белорусы, прибалтийские и «туркестанские» добровольцы. Также имеется информация о том, что среди них были латыши, эстонцы, словаки и хорваты.
В сентябре 1943 года группенфюрер СС Одило Глобочник (глава СС и полиции в Люблине) докладывал о том, что было подготовлено 3700 охранников. Однако, имеется информация о более 4750 идентификационных номерах для охранников из лагеря Травники, выпущенных в это же время. Всего в 1941−1944 годах было обучено 5082 «травников».

## Известные «травники»
- Иван Демьянюк;
- Фёдор Федоренко;
- Ярослав Билянюк;
- Владас Заянчкаускас;[2]
- Яков Палий